# Cyrus Field
Pour les articles homonymes, voir Field.
Cyrus West Field, né le 30 novembre 1819 à Stockbridge (Massachusetts) et mort le 12 juillet 1892 à Irvington (État de New York), est un homme d'affaires et financier américain qui posa le premier câble télégraphique transatlantique en 1858.

## Biographie
Cyrus Field est né le 30 novembre 1819 à Stockbridge dans le Massachusetts, du révérend David Dudley Field I (en) (1781-1867), homme d'Église et wASP issu d'une famille britannique installée en Nouvelle-Angleterre depuis 1629, et de Submit Dickinson (1782-1861), fille du capitaine de guerre révolutionnaire Noah Dickinson. Il est le frère de David Dudley Field II (en) et de Stephen Johnson Field (en), juristes éminents, et d'Henry Martyn Field (en), homme d'Église et auteur célèbre pour ses livres de voyage. À l'âge de 15 ans, Cyrus Field abandonne l'école et déménage pour la ville de New York, y reste trois ans pendant lesquels il se lance dans l'épicerie en détail puis en gros, retourne à Stockbridge puis repart à New York vers 1840. Le 2 décembre 1840, deux jours après avoir eu vingt et un ans, il épouse Mary Bryan Stone, qui lui donnera sept enfants. Il fait alors fortune dans le papier (en s'étant associé avec son beau-frère) et différentes affaires qui lui permettent de vivre de ses rentes dès l'âge de 33 ans avec une fortune estimée à 250 000 $.
En 1855, il fonde l'American Telegraph Company, qui deviendra la seconde compagnie américaine du secteur par la taille, derrière la Western Union, grâce à une série d'acquisitions, du Maine jusqu'à la Louisiane.
À l'origine, l'ingénieur anglais Frederick Newton Gisborne imagine un câble sous-marin pour relier Terre-Neuve et New York et, à la recherche de financement, soumet son projet à Field en 1853. Ce dernier développe alors cette idée de câble sous-marin pour une liaison transatlantique entre les États-Unis et l'Irlande, soumettant son projet à Samuel Morse et Matthew Fontaine Maury, qui le déclarent faisable. À la tête de l'Atlantic Telegraph Company créée en mars 1854, il réussit, le 5 août 1858, après des essais infructueux, à établir la première liaison télégraphique entre l'Amérique et l'Europe, avec un câble sous-marin posé par l'USS Niagara (en) et le HMS Agamemnon qui relie Terre-Neuve à l'Irlande, puis Terre-Neuve à New York. Cette première liaison ne transmet que 250 câblogrammes, tant le câble est fragile, son armature métallique étant abîmée par l'oxydation, les roches et les coquillages.

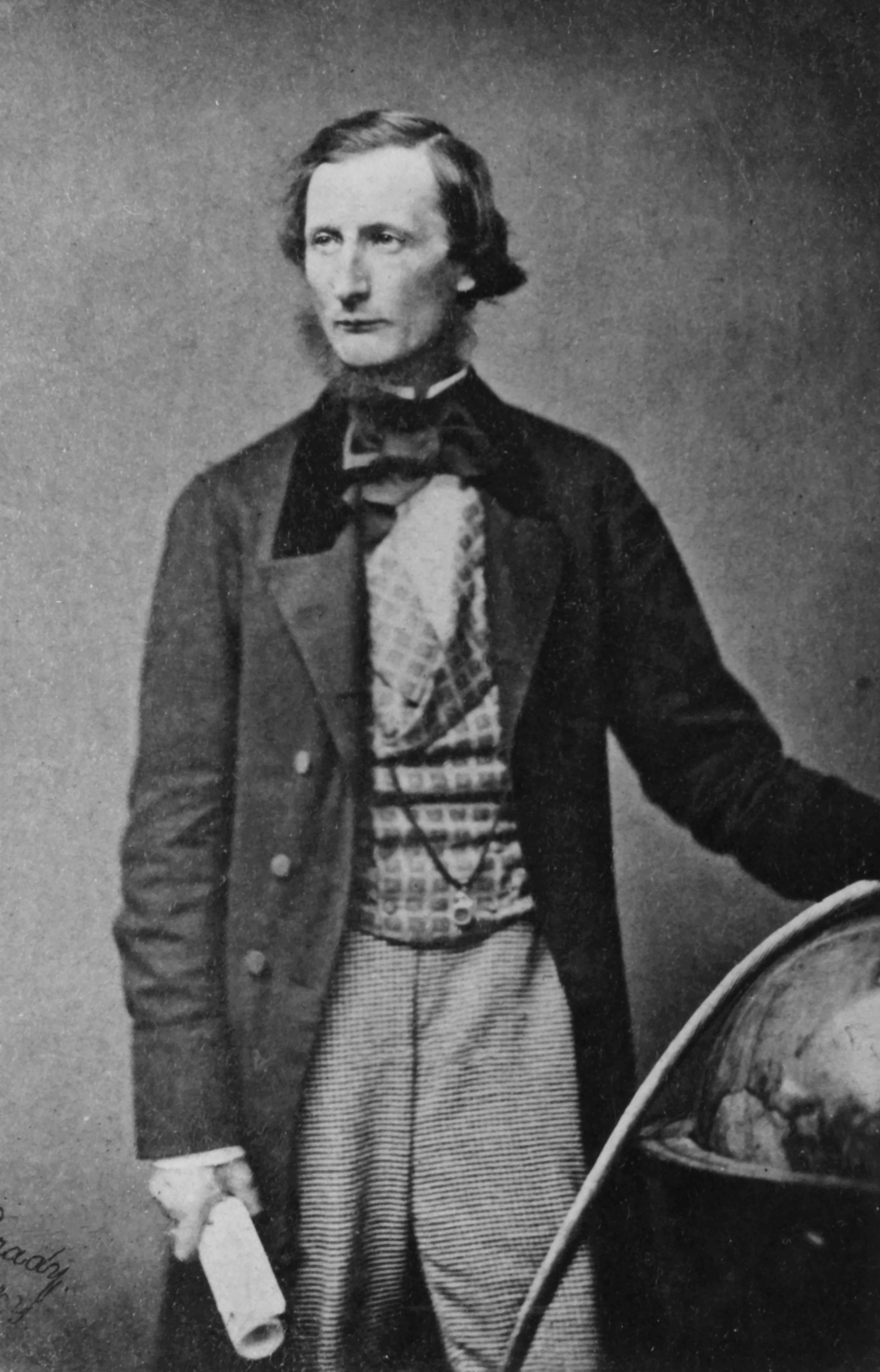
Cyrus West Field vers 1860.

En 1866, grâce au Great Eastern, Field en déroule un second plus résistant, qui sera utilisé pendant presque cent ans. La transmission d'informations entre l'Europe et les États-Unis, qui nécessitait douze jours (durée de la traversée par paquebot à l'époque) devient ainsi presque instantanée. Un peu plus tard, de retour à Terre-Neuve, le navire de sa compagnie réussit à crocheter le premier câble endommagé et à le réparer, fournissant ainsi un câble de secours à la liaison.
Ce projet transatlantique fut à l'époque concurrencé par un projet « terrestre » de la Western Union, qui avait lancé des travaux importants pour relier l'Europe aux États-Unis via la Russie, la Sibérie et le détroit de Béring, ce qui n'imposait alors que 60 km de câble sous-marin.
En 1871, Cyrus Field réalise la jonction entre San Francisco et les îles Hawaï.
En décembre 1884, la Canadian Pacific Railway nomme la nouvelle ville de Field en Colombie-Britannique en son honneur.
La suite de ses affaires est moins heureuse, de mauvais investissements le conduisent à la faillite et à une vie modeste durant ses cinq dernières années. Il meurt le 12 juillet 1892 à Irvington, dans l'État de New York.

## Fiction
- L'auteur autrichien Stefan Zweig raconte l'histoire de la pose du câble télégraphique transatlantique dans Les Très Riches Heures de l'humanité (Sternstunden der Menschheit).